# Not fair
«Not Fair» es el segundo sencillo del álbum It's Not Me, It's You, de la cantante británica Lily Allen. 

## La canción
Lily describe su dilema con su nuevo y maravilloso novio, que no está complaciéndola sexualmente, expresando lo difícil que es encontrar el hombre ideal.

## Videoclip
Trata sobre un programa estilo country-vaquero que la presenta. Baila y canta al estilo country con un escenario pareciéndose a una granja y finaliza cuando ella termina de cantar.

## Lanzamiento
| Lugar                 | Fecha               | Formato          |
| --------------------- | ------------------- | ---------------- |
| Reino Unido Australia | 20 de marzo de 2009 | Descarga digital |
| Alemania              | 20 de marzo de 2009 | Descarga digital |
| 8 de mayo de 2009     | Sencillo en CD      |                  |
| Australia             | Sencillo en CD      |                  |
| 9 de mayo de 2009     | Sencillo en CD      |                  |
| Reino Unido           | 11 de mayo de 2009  | Sencillo en CD   |
| Estados Unidos        | Junio de 2009       | Digital          |

## Posicionamiento
| Listas (2009)                 | Posición |
| ----------------------------- | -------- |
| Australian ARIA Singles Chart | 3        |
| Austrian Singles Chart        | 6        |
| Belgium Singles Chart         | 15       |
| Czech Republic Airplay        | 1\|      |
| Danish Singles Chart          | 34       |
| Dutch Top 40                  | 4        |
| German Singles Chart          | 12       |
| Ireland Singles Chart         | 3        |
| Italian Singles Chart         | 4        |
| New Zealand Singles Chart     | 20       |
| Slovak Airplay Chart          | 1        |
| Swedish Singles Chart         | 26       |
| Swiss Singles Chart           | 6        |
| Turkey Singles Chart          | 18       |
| UK Single Chart               | 5        |

## Ventas y certificaciones
| País        | Certificación | Ventas  |
| ----------- | ------------- | ------- |
| Reino Unido | Plata         | 302 376 |
| Australia   | Platino       | 70 000+ |